# دشت برون‌شستی

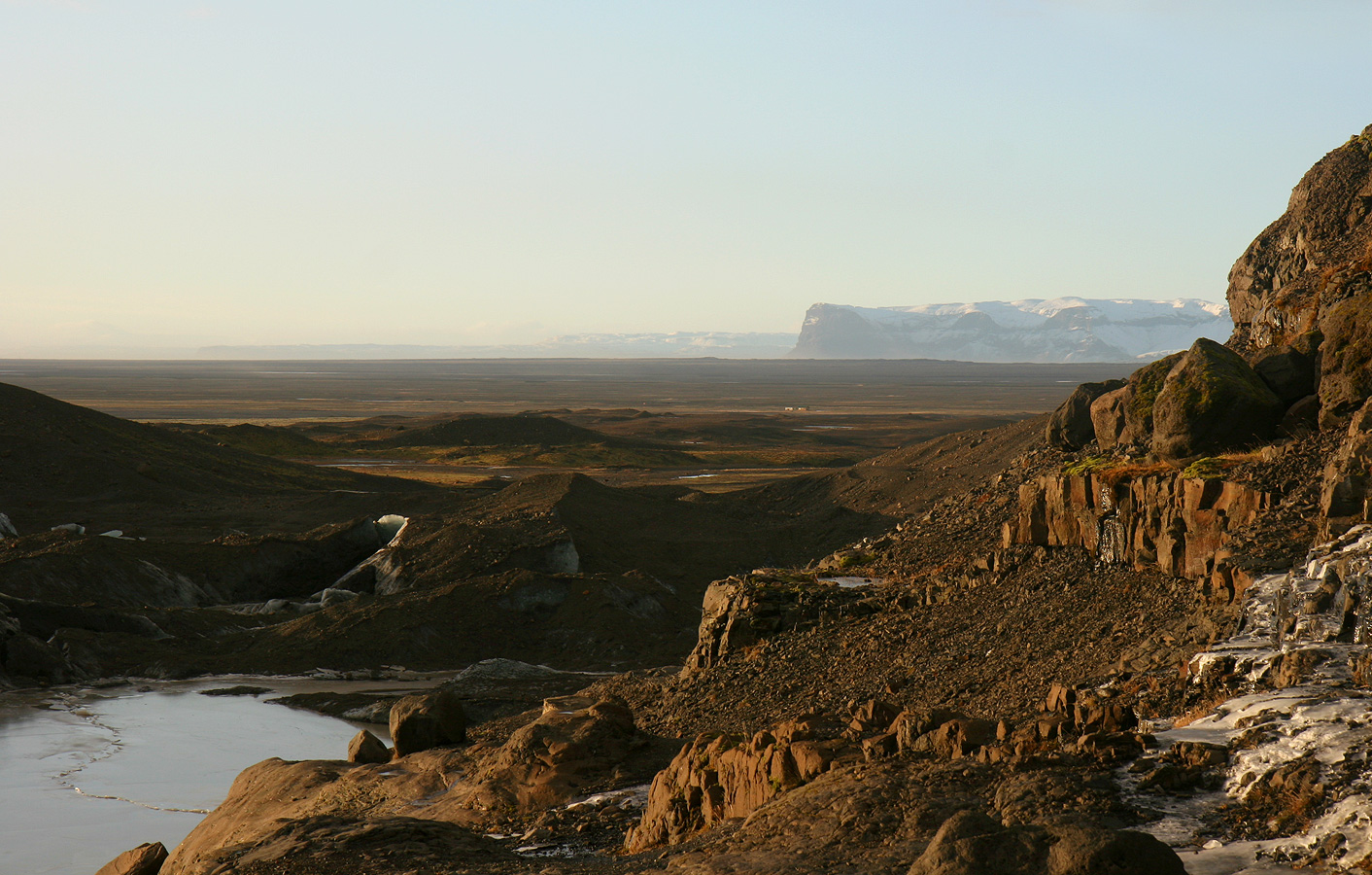
دشت برون‌شستیSkeiðarársandur در ایسلند، دید از حاشیه شرقی آن در انتهای یخچال Svínafellsjökull

دشت برون‌شُستی (انگلیسی: Outwash plain) دشتی است که از نهشته‌های یخچالی-رودخانه‌ای ناشی از جریان آب ذوب‌شده از بخش یخچال‌پوز در یک یخچال طبیعی شکل گرفته‌است. با جریان این آب‌ها، یخچال سطح بستر سنگی زیرین خود را ساییده و واریزه‌ها را با خود حمل می‌کند. آب ذوب‌شده در پوزه یخچال، بار رسوبی خود را بر روی دشت برون‌شستی نهشته‌گذاری می‌کند. در این فرایند، تخته‌سنگ‌های بزرگ در نزدیکی یخ‌رفت‌های پایانی نهشته شده و قطعات کوچک‌تر پیش از نهشته‌گذاری تا مسافت دورتری حمل می‌شوند. دشت‌های برون‌شستی در ایسلند پدیده‌ای رایج و فراوان است؛ زیرا در این مناطق فعالیت زمین‌گرمایی ذوب شدن جریان‌های یخ و نهشته‌گذاری رسوب توسط آب ذوب‌شده را تسریع می‌کند.